# Mall of America

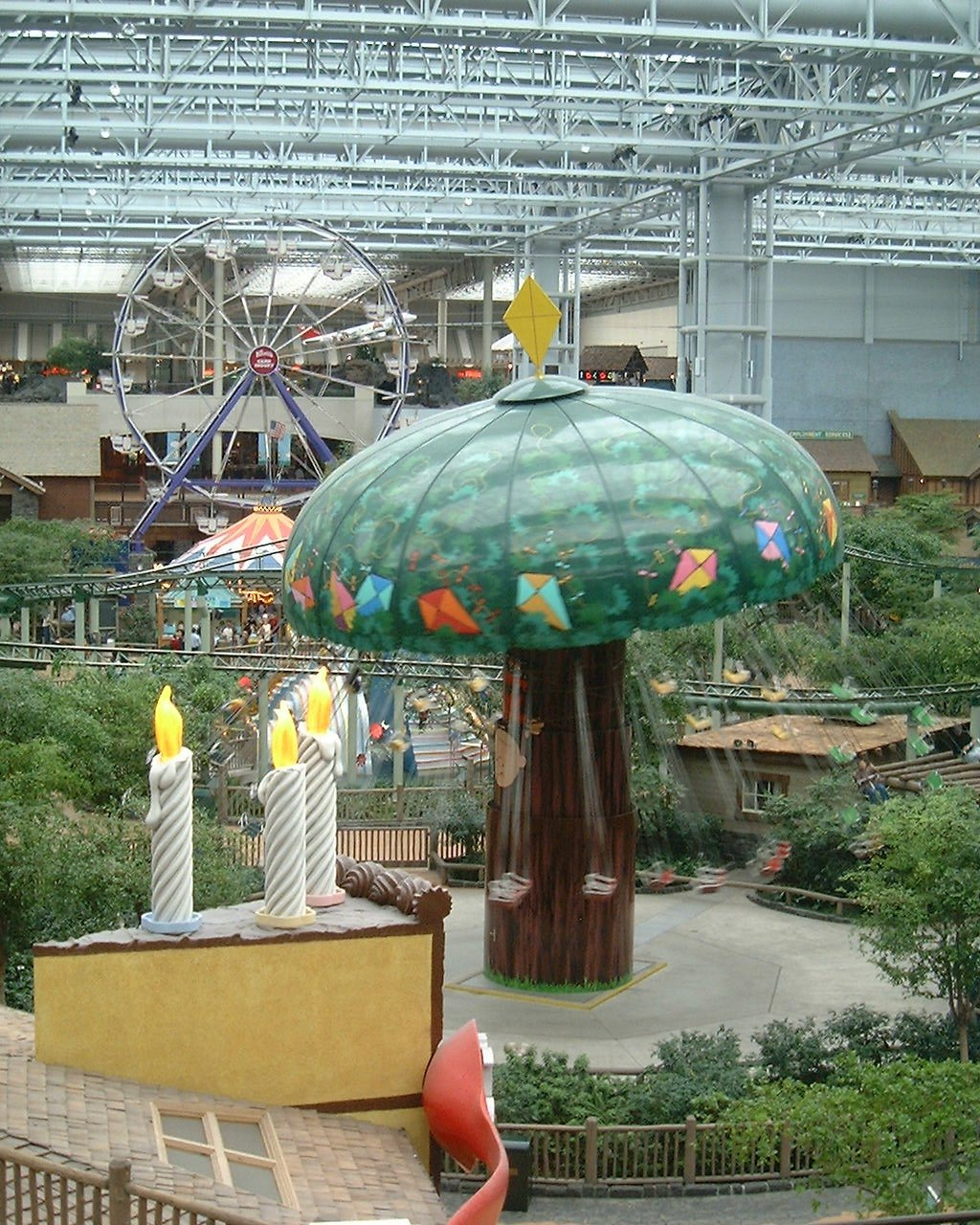
Camp Snoopy

Mall of America (även MOA, MoA eller the Megamall) är ett köpcentrum i Bloomington, Minnesota nära Minneapolis och Saint Paul.
Mall of America öppnade 1992 och är USA:s största shoppingcenter, Nordamerikas största heter West Edmonton Mall och ligger i Edmonton, Kanada. Dessa två kom att överträffas i storlek 2006 då Mall of Arabia öppnades i Dubai, Förenade arabemiraten.[källa behövs]
Mall of America täcker en total yta på 390 000 m² varav 230 000 m² består av butikslokaler.
Här finns över 520 butiker i fyra våningar och anläggningen sysselsätter över 12 000 anställda. Antalet besökare är över 40 miljoner per år.
Bilen kan man parkera i något av två nästan identiska parkeringshus med sju våningar var, där finns plats för ca 13 000 fordon, eller någon av de två parkeringsplatser vid centret som tillsammans med ytterligare en tredje en bit bort rymmer ca 20 000 bilar. 
Trots att anläggningen ligger i det kyliga Minnesota är den till största delen ouppvärmd. Endast områdena närmast ingångarna är uppvärmda.
Mall of America ligger vid Interstate 494, mitt emot Minneapolis-Saint Paul International Airport. Spårvägslinjen Hiawatha Line har en hållplats utanför centret.

## Nickelodeon Universe
Nickelodeon Universe är en temapark som ligger mitt i Mall of america.
Där finns otroligt nog fem berg- och dalbanor, förutom flera andra attraktioner. Detta är den största inomhusparken i Nordamerika.
Tidigare hette denna temapark Camp Snoopy. Temat för parken var seriefiguren Snobben (Snoopy på engelska) vars skapare Charles M. Schulz föddes i Saint Paul.

## Historia
På platsen där Mall of America ligger idag låg tidigare Metropolitan Stadium, som var Minnesota Vikings och Minnesota Twins hemmaarena innan Hubert H. Humphrey Metrodome öppnades. Lagen lämnade stadion 1982.
Det första steget mot byggandet av Mall of America togs 1986 då staden tecknade ett avtal med samma firma som planerat West Edmonton Mall. Det första spadtaget togs den 14 juni 1989.
Mall of America slog upp sina portar 1992. Redan före öppnandet hade centret fått flera smeknamn; The Megamall, Hugedale (refererande till fyra stora shoppingcenter i området: Rosedale, Southdale, Ridgedale och Brookdale) och helt enkelt The Mall.
Flera planer på att bygga ut centret har funnits men de har alla fallit på säkerhetsfrågor, på grund av närheten till flygplatsen.

## I Mall of America finns bl.a.
- De stora butikskedjorna Bloomingdales, Macys, Nordstrom och Sears
- Biograf med 14 salonger
- Nickelodeon Universe temapark (tidigare Camp Snoopy)
- Flera restauranger
- Barer och nattklubbar
- Ett bröllopskapell